# 280
| [ Edytuj tabelę ] |                     |
| Król Aksum        | - 270 Endubis 300   |
| Cesarz Chin       | - 265 Sima Yan 290  |
| Władca Korei      | - 270 Sŏch’ŏn 292   |
| Papież            | - 275 Eutychian 283 |
| Król Persji       | - 276 Bahram II 293 |
| Cesarz Rzymu      | - 276 Probus 282    |

Rok 280 / CCLXXX
stulecia: II wiek ~
III wiek ~
IV wiek

lata: 270 «
275 «
276 «
277 «
278 «
279 «
280
» 281
» 282
» 283
» 284
» 285
» 290

## Wydarzenia
- Azja
  - Sima Yan podbił Wu i na krótko zjednoczył Chiny (zobacz: 316)
- Europa
  - Probus stłumił rebelię Bonosusa w Galii

## Zmarli
- Kang Senghui – pionier buddyzmu w Chinach (ur. ?)